# کشکرک
کَشکَرَک سرده‌ای شامل ۲ تا چهار گونه از اعضای خانوادهٔ کلاغان است.

## گونه‌ها
- زاغی اوراسیایی Pica pica
- زاغی نوک‌زرد Pica nuttalli: برخی زاغی نوک‌زرد را یک گونه بر می‌شمرند.
- زاغی نوک‌سیاه Pica hudsonia: برخی زاغی نوک‌سیاه را یک گونه بر می‌شمرند.
- زاغی خاوری Pica (pica) sericea: گاه زیرگونه‌ای از زاغی اوراسیایی به شمار می‌رود.